# Завой (област Ямбол)
Вижте пояснителната страница за други значения на Завой.
Заво̀й е село в Югоизточна България, община Тунджа, област Ямбол.

## География
Село Завой е разположено на около 10 км северно от град Ямбол, в широк завой на река Тунджа, обхващащ го от запад и юг и даващ основание за името на селото.
Югозападно от селото на около 3 км се намира Националният археологически резерват Кабиле.
На около 400 м южно от селото минава Автомагистрала „Тракия“.
Южно от селото се намира горският парк „Ормана“.

## История
Селото е наследник на селище от времето на траките и е най-старото в региона. За съществуването му има данни от 16 век. Известно е с името „Охи“. По-късно се преименува в „Кулаклии“. От 1944 г. носи името „Завой“. В миналото селото наброява 800 къщи и над 3000 жители.
Още от времето на траките тук е кипял живот. Има много доказателства за живота на траки и славяни в землището на селото. Доказателство е също и разположеният на 3 км древен град Кабиле. В самото село са намирани много древни инструменти.

## Религии
100% християнско население. Църквата „Покров на Пресвета Богородица“ отваря врати на 27 декември 2022 г.